# 대한민국 육군 항공대의 부대 목록
다음은 대한민국 육군 항공대의 부대에 관한 목록이다.

## 사령부
- 항공작전사령부; 1999년 4월 20일 ~ 2021년 11월 31일
- 육군항공사령부; 2021년 12월 1일 ~ 현재

## 여단
- 제1전투항공여단
- 제2전투항공여단
- 항공정비여단

## 단
- 제1항공단; 제1야전군 항공대
- 제8항공단; 옛 제8군단 항공대
- 제10항공단; 수도군단 항공대
- 제11항공단; 제1군단 항공대
- 제12항공단; 제2군단 항공대
- 제13항공단; 제3군단 항공대
- 제15항공단; 제5군단 항공대
- 제16항공단; 옛 제6군단 항공대
- 제17항공단; 제7군단 항공대
- 제21항공단; 제2야전군/제2작전사령부 항공대
- 제31항공단; 제3야전군 항공대
- 제60항공단
- 제61항공단
- 특수작전항공단; 육군특수전사령부 항공대
- 항공기정비단; 육군군수사령부 종합정비창

## 대대
항공기 정비
- 제70항공정비대대
- 제71항공정비대대
- 제72항공정비대대
- 제73항공정비대대

100
- 제103항공대대
- 제105항공대대
- 제107항공대대
- 제109항공대대

200
- 제201항공대대
- 제202항공대대
- 제203항공대대
- 제204항공대대
- 제205항공대대
- 제206항공대대
- 제207항공대대
- 제208항공대대
- 제209항공대대

300
- 제301항공대대
- 제302항공대대

500
- 제501항공대대
- 제502항공대대
- 제503항공대대
- 제504항공대대
- 제505항공대대
- 제506항공대대
- 제507항공대대
- 제508항공대대
- 제509항공대대
- 제510항공대대
- 제515항공대대
- 제513항공대대
- 제514항공대대

600
- 제601항공대대
- 제602항공대대
- 제603항공대대
- 제605항공대대

900
- 제901항공대대
- 제902항공대대

## 대
- 의무후송항공대 "메디온"
- 제60항공대
- 제111항공대

### 사단 항공대
1950년대에 대한민국 육군의 사단 편제에 항공대가 처음 편성되었다가, 1998년에 육군항공작전사령부에서의 항공기 통합운용 계획에 따라  해체되었다. 2004년부터 2009년까지 잠시 운용되었다.
- 제1사단 항공대
- 제2사단 항공대
- 제3사단 항공대
- 제5사단 항공대
- 제6사단 항공대
- 제7사단 항공대
- 제8사단 항공대
- 제9사단 항공대; 1962년 7월 3일~?[1]
- 제11사단 항공대
- 제12사단 항공대
- 제13사단 항공대
- 제15사단 항공대
- 제16사단 항공대
- 제17사단 항공대
- 제19사단 항공대
- 제20사단 항공대
- 제21사단 항공대
- 제22사단 항공대
- 제23사단 항공대
- 제25사단 항공대
- 제26사단 항공대
- 제27사단 항공대
- 제28사단 항공대
- 제29사단 항공대
- 제30사단 항공대
- 제31사단 항공대
- 제32사단 항공대
- 제33사단 항공대
- 제35사단 항공대
- 제36사단 항공대
- 제37사단 항공대; 1968년 ~ 1998년; 2004년 12월 1일 ~ 2009년[2]
- 제38사단 항공대
- 제39사단 항공대
- 제50사단 항공대
- 제51사단 항공대
- 제52사단 항공대
- 제53사단 항공대
- 제55사단 항공대
- 제56사단 항공대
- 제57사단 항공대
- 제58사단 항공대
- 제59사단 항공대
- 제60사단 항공대

## 참고
1. ↑  고중오 (2008년 2월 13일). “‘9000시간 무사고 비행’ 육군 9사단 항공대 기념식”. 경기신문. 2023년 7월 13일에 확인함.
2. ↑  박상준 (2004년 12월 1일). “<청원> 육군 37사단 항공대 창설 기념식”. 중부매일. 2023년 7월 13일에 확인함.